# Revolta da Vacina
A Revolta da Vacina foi um motim popular ocorrido entre 10 e 16 de novembro de 1904 na cidade do Rio de Janeiro, então capital do Brasil. Seu pretexto imediato foi uma lei que determinava a obrigatoriedade da vacinação contra a varíola, mas também é associada a causas mais profundas, como as reformas urbanas que estavam sendo realizadas pelo prefeito Pereira Passos e as campanhas de saneamento lideradas pelo médico Oswaldo Cruz.
No início do século XX, o planejamento urbano da cidade do Rio de Janeiro, herdado do período colonial e do Império, não condizia mais com a condição de capital e centro das atividades econômicas. Além disso, a cidade sofria com sérios problemas de saúde pública. Doenças como a varíola, a peste bubônica e a febre amarela assolavam a população e preocupavam as autoridades. No intuito de modernizar a cidade e controlar tais epidemias, o presidente Rodrigues Alves iniciou uma série de reformas urbanas e sanitárias que mudaram a geografia da cidade e o cotidiano de sua população. As mudanças arquitetônicas da cidade ficaram a cargo do engenheiro Pereira Passos, nomeado prefeito do então Distrito Federal. Ruas foram alargadas, cortiços foram destruídos e a população pobre foi removida de suas antigas moradias, pobreza urbana em parte resultante do período de escravidão no Brasil, abolido em 1888. Sendo removidas dos cortiços, as pessoas foram ocupando morros próximos, no processo de favelização. Ao médico Oswaldo Cruz, que assumiu a Diretoria Geral de Saúde Pública em 1903, coube a campanha de saneamento da cidade, que visava erradicar a febre amarela, a peste bubônica e a varíola. Com este intuito, em junho de 1904, o governo fez uma proposta de lei que tornava obrigatória a vacinação da população. A lei gerou debates exaltados entre os legisladores e a população e, apesar da forte campanha de oposição, foi aprovada no dia 31 de outubro.
O estopim da revolta foi a publicação de um projeto de regulamentação da aplicação da vacina obrigatória no jornal A Notícia, em 9 de novembro de 1904. O projeto exigia comprovantes de vacinação para a realização de matrículas nas escolas, para obtenção de empregos, viagens, hospedagens e casamentos. Previa-se também o pagamento de multas para quem resistisse à vacinação. Quando a proposta vazou para a imprensa, o povo indignado e contrariado iniciou uma série de conflitos e manifestações que se estenderam por cerca de uma semana. Embora a vacinação obrigatória tenha sido o deflagrador da revolta, logo os protestos passaram a se dirigir aos serviços públicos em geral e aos representantes do governo, em especial contra as forças repressivas. Um grupo de militares florianistas e positivistas, com o apoio de alguns setores civis, tentou se aproveitar do descontentamento popular para realizar um golpe de Estado na madrugada do dia 14 para o dia 15 de novembro, que, no entanto, foi derrotado.
No dia 16 de novembro, foi decretado o estado de sítio e a suspensão da vacinação obrigatória. Dada a repressão sistemática e extinta a causa deflagradora, o movimento foi refluindo. Na repressão que se seguiu à revolta, as forças policiais prenderam uma série de suspeitos e indivíduos considerados desordeiros, tivessem eles relação com a revolta ou não. O saldo total foi de 945 pessoas presas na Ilha das Cobras, 30 mortos, 110 feridos e 461 deportados para o estado do Acre.

## Contexto

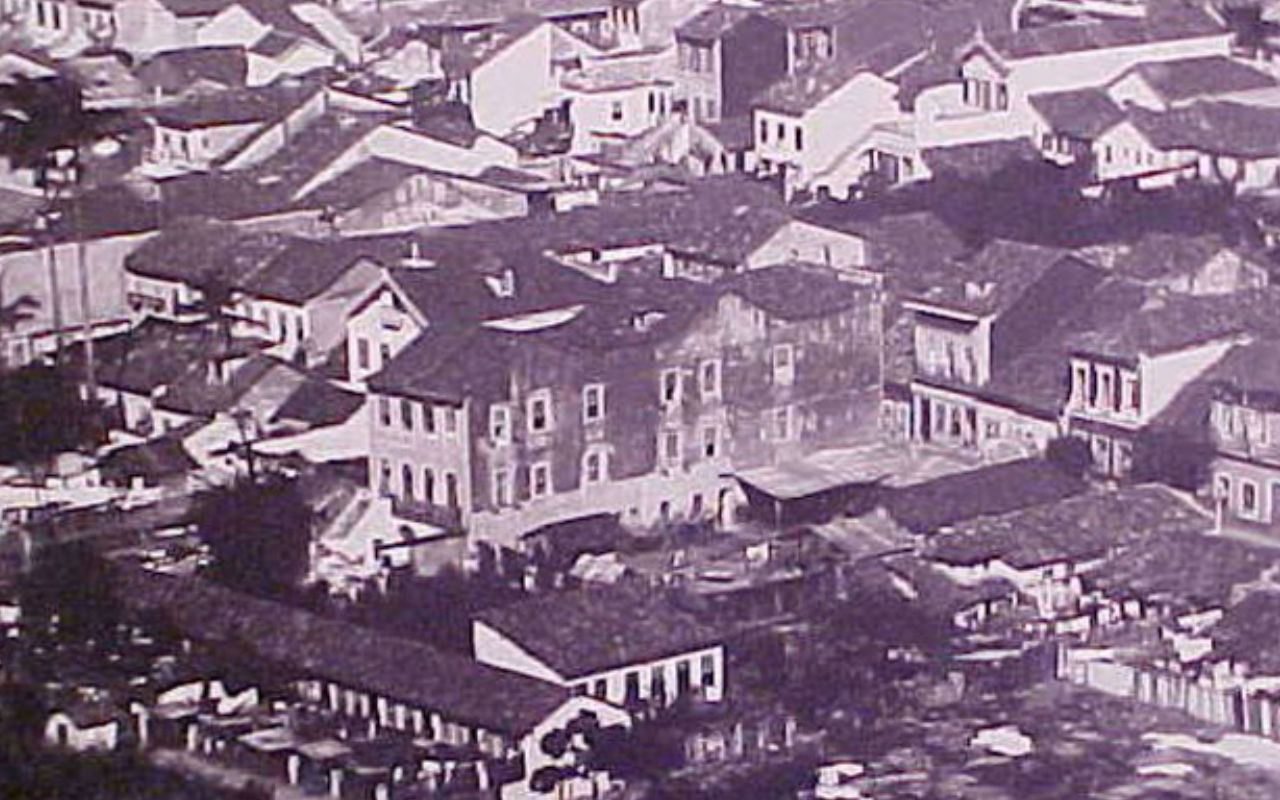
Cortiço Cabeça de Porco, o mais populoso da cidade do Rio de Janeiro

Na virada do século XIX para o século XX, ao mesmo tempo em que transcorreram os movimentos que puseram fim à escravidão e à monarquia, além das revoltas que convulsionaram os primeiros anos do novo regime, grandes contingentes de imigrantes europeus e ex-escravizados das zonas cafeeiras em decadência afluíram ao Rio de Janeiro. A cidade passou por um processo de industrialização e aumento populacional, elevando-se de 522 651 para 811 444 habitantes entre 1890 e 1906. A pressão por habitações levou os proprietários dos grandes casarões imperiais e coloniais, que ocupavam a região central da cidade, a redividi-los internamente em vários cubículos, transformando-os em pensões e cortiços e alugando-os para famílias inteiras, o mais conhecido do período foi o Cortiço Cabeça de Porco, localizado no cento da cidade e removido em 1893, alguns de seus moradores ocuparam em seguida o que viria a ser o Morro da Providência, sua remoção é vista como um marco na remodelação da cidade de acordo com historiadores. As condições sanitárias precárias favoreciam a proliferação de doenças como a peste bubônica, varíola e febre amarela, endêmicas no Rio de Janeiro, especialmente nas regiões mais pobres. As epidemias deram ao Rio de Janeiro a fama de cidade empesteada e mortífera, afastando os estrangeiros, receosos de contrair doenças, e o planejamento urbano herdado do período colonial e do império não condizia mais com a condição de capital e centro das atividades econômicas do Brasil daquele período.
Nesse contexto, Rodrigues Alves assumiu a presidência da República em novembro de 1902. Em sua primeira mensagem ao Congresso, declarou que problemas da capital afetavam e perturbavam o desenvolvimento nacional como um todo, e adotou como prioridades de seu governo o saneamento e o melhoramento do porto do Rio de Janeiro. Rodrigues Alves herdara de Campos Sales uma economia temporariamente estabilizada após a crise do encilhamento, graças à recuperação dos preços do café no mercado internacional e à sua austera e impopular política financeira. Sem alterar de modo significativo a política financeira de seu antecessor, Rodrigues Alves enveredou por um programa intensivo de obras públicas, financiado por recursos externos, que conseguiu dar início à recuperação econômica.

## Causas da revolta
Contando com uma ampla maioria no Congresso, Rodrigues Alves logo se lançou à ação para viabilizar as obras de saneamento e reforma urbana da cidade. Atribuiu a Lauro Müller, ministro da Indústria, Viação e Obras Públicas, o encargo da reforma do porto, com poderes e recursos discricionários. A lei orçamentária de 30 de dezembro de 1902 dotou o Ministério da Viação de vultosos recursos, destinados às obras de reestruturação e expansão do porto, que, além de modernizar o cais já existente, pretendia alargar as instalações portuárias da Prainha, passando pela Praia de São Cristóvão, até a Ponta do Caju. A mesma lei autorizava a emissão de títulos com vistas à ampliação do capital destinado ao investimento. Liberava, também, qualquer empréstimo que viesse a ser concertado pelas empreiteiras encarregadas das obras, em quaisquer termos e com quaisquer agências de crédito, e ainda anuía com as demolições e a construção de obras paralelas ao cais, circunvizinhas ou conectadas às instalações portuárias, que garantissem a estocagem e a livre e rápida circulação das mercadorias intercambiadas.
Apesar de ser o mais importante do país e um dos mais movimentados do continente americano, o porto do Rio de Janeiro ainda apresentava uma estrutura antiquada e restrita, incompatível com o seu papel fundamental para a atividade econômica brasileira. Os limites do cais e a pouca profundidade impediam a atracação dos grandes transatlânticos internacionais, que ficavam ancorados ao largo, obrigando a um complicado, demorado e custoso sistema de transbordo das mercadorias e passageiros para embarcações menores. Uma vez transpostas as mercadorias para terra firme, os problemas continuavam. O espaço das docas era muito pequeno para armazenar os artigos que se destinavam para o mercado nacional e internacional. Os produtos deviam ser levados para os entroncamentos ferroviários, que ligavam o Rio de Janeiro ao resto do país, em coordenação com a navegação de cabotagem. As ruas da cidade, todavia, ainda eram vielas coloniais, estreitas, tortuosas, escuras e com declives muito acentuados. Assim, o melhoramento do porto do Rio de Janeiro implicava também uma ampla reforma urbana.

### Reforma urbana

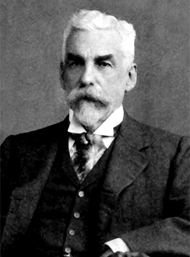
O engenheiro Pereira Passos, nomeado por Rodrigues Alves como prefeito do Distrito Federal para realizar as reformas urbanas na cidade.

O engenheiro Pereira Passos foi indicado como prefeito do Distrito Federal para realizar as reformas necessárias. Sabendo da extensão e urgência das obras que deveria executar e prefigurando as resistências e reações da população às demolições, Passos exigiu plena liberdade de ação para aceitar o cargo, sem estar sujeito a embaraços legais, orçamentários ou materiais. Rodrigues Alves, através da lei de 29 de dezembro de 1902, criou um novo estatuto de organização municipal para o Distrito Federal, atribuindo ao prefeito amplos poderes. A lei previa que as autoridades judiciárias, federais ou locais não poderiam revogar as medidas e atos administrativos do município, nem conceder interditos possessórios contra atos do governo municipal exercidos por razões imperativas; acabava com qualquer controle ou adiamento burocrático das reformas e, nos casos de demolição, despejo ou interdição, haveria apenas um auto afixado no local, prevendo penalidades contra as desobediências; dispunha o despejo dos residentes nos prédios a serem demolidos, bem como a remoção dos respectivos móveis e pertences, que seriam feitos pela polícia. Ao mesmo tempo em que tocou as obras, Pereira Passos tomou uma série de medidas que visavam proibir e alterar as formas de trabalho, lazer e sociabilidade consideradas incompatíveis com uma capital cosmopolita e moderna. Proibiu cães vadios e vacas leiteiras nas ruas; mandou recolher os mendigos a asilos; proibiu a cultura de hortas e capinzais, a criação de suínos, a venda ambulante de bilhetes de loteria; mandou também que não se cuspisse nas ruas e dentro dos veículos, que não se urinasse fora dos mictórios, e que não se soltassem pipas.
As obras do porto foram contratadas em 1903 com a firma inglesa C. H. Walker, que construíra as docas de Buenos Aires, e tiveram início em março de 1904, compreendendo em sua primeira parte o trecho de 600 metros que ia do Mangue até o trapiche da Gamboa. As obras complementares da avenida Central, da avenida do Cais (atual Rodrigues Alves) e do canal do Mangue ficaram a cargo do próprio governo federal, sob a direção de uma comissão cujo engenheiro-chefe era Paulo de Frontin. As desapropriações para construção da nova avenida começaram em dezembro de 1903 e as demolições em fevereiro de 1904, quando também foram iniciadas as obras do canal do Mangue. Paralelamente, a prefeitura se encarregava das obras de alargamento de algumas ruas do centro.
Em novembro de 1904, data da revolta, a demolição de casas para abrir a avenida Central terminara e 16 dos novos edifícios estavam sendo construídos. O eixo central da avenida foi inaugurado em 7 de setembro, em meio a grandes festas, já com serviço de bondes e iluminação elétrica. A derrubada de cerca de 640 prédios rasgara, através da parte mais habitada da cidade, um corredor que ia da prainha ao Passeio Público. Parte dos escombros ainda cobria os lados da avenida. Na mesma data, estavam sendo alargadas as ruas do Acre (ex-Prainha), São Bento, Visconde de Inhaúma, Assembleia e Sete de Setembro. A rua do Sacramento foi prolongada até a avenida Marechal Floriano Peixoto, recebendo a parte nova o nome de avenida Passos. A demolição dos velhos casarões, àquela altura já quase todos transformados em pensões e cortiços, provocou uma crise de habitação que elevou os aluguéis e pressionou as classes populares para os subúrbios e para cima dos morros que circundam a cidade.

### Medidas de saneamento

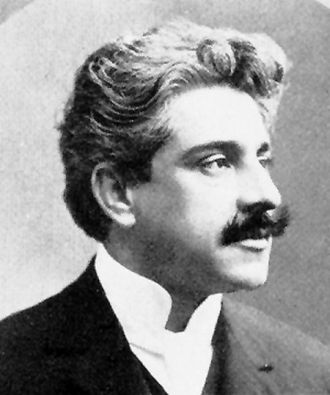
O médico Oswaldo Cruz, encarregado da campanha de saneamento do Rio de Janeiro.

No início da década de 1900, o Rio de Janeiro era um foco endêmico de diversas doenças, entre elas, febre amarela, febre tifoide, impaludismo, varíola, peste bubônica e tuberculose. Destas, a febre amarela e a varíola causavam o maior número de vítimas na capital. As tripulações e passageiros que chegavam ao porto muitas vezes sequer desciam dos navios para não contrair tais doenças. Para que se pudesse consagrar efetivamente a campanha de atração de capitais, imigrantes, técnicos e equipamentos estrangeiros com a melhora do porto, era indispensável proceder ao saneamento da cidade. Assim, o saneamento do Rio de Janeiro mantinha uma íntima relação com o melhoramento do porto e também com a reforma urbana, uma vez que o problema do saneamento era considerado como dependente de uma remodelação arquitetônica da cidade e, consequentemente, da abertura de vias de comunicação duplas e arejadas em substituição às ruas estreitas, sobrecarregadas de um tráfego intenso, sem ventilação bastante, sem árvores e ladeadas de prédios considerados anti-higiênicos.
O médico Oswaldo Cruz ficou encarregado do saneamento da cidade, assumindo a Diretoria Geral de Saúde Pública (DGSP) com a intenção de enfrentar a febre amarela, a varíola e a peste bubônica. Para tal, exigiu de Rodrigues Alves a mais completa liberdade de ação, além de recursos para a aplicação de suas medidas. Em 1904, os serviços sanitários foram reformados, suprimindo-se a dualidade de atribuições entre os governos municipal e federal após a aprovação de um projeto de lei que já tramitava desde o ano anterior. Assim, a DGSP podia invadir, vistoriar, fiscalizar e demolir casas e construções, além de contar com um foro especial, dotado de um juiz especialmente nomeado para dirimir as questões e dobrar as resistências.

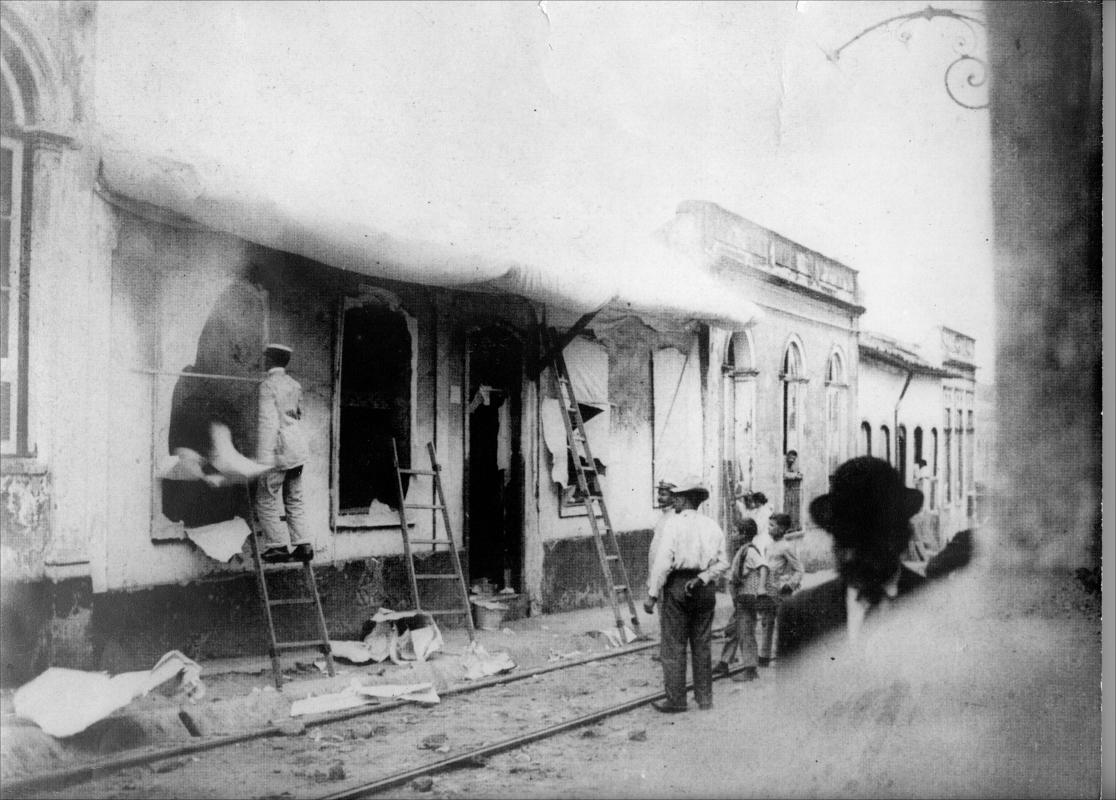
Expurgo de profilaxia contra febre amarela em 1910

Em primeiro lugar, Oswaldo Cruz enfrentou a febre amarela, atacando a doença através da eliminação dos mosquitos e pelo isolamento dos doentes em hospitais. Estruturou sua campanha em bases militares, utilizando os instrumentos legais de coação e, em menor medida, meios de persuasão, como os "Conselhos ao Povo", publicados na imprensa governista. A cidade foi repartida em dez distritos sanitários, com delegacias de saúde, cujo pessoal tinha a incumbência de receber as notificações de doentes, aplicar soros e vacinas, multar e intimar proprietários de imóveis e detectar focos epidêmicos. A seção encarregada dos mapas e das estatísticas epidemiológicas fornecia coordenadas às brigadas de mata-mosquitos, que percorriam as ruas neutralizando depósitos de água com larvas de mosquito. Outra seção expurgava com enxofre e piretro as casas, depois de cobri-las com imensos panos de algodão, para matar os mosquitos adultos. Logo a seguir, Oswaldo Cruz voltou-se para a peste bubônica, cujo combate exigia a exterminação de ratos e pulgas e a limpeza e desinfecção de ruas e casas. A desratização da cidade resultou na emissão de centenas de intimações a proprietários de imóveis para que removessem entulhos e executassem reformas, sobretudo a impermeabilização do solo e a supressão de porões. Para prevenir resistências dos moradores, as brigadas eram sempre acompanhadas de soldados da polícia. Os alvos preferidos das visitas eram as áreas mais pobres e de maior densidade demográfica. As ações da DGSP não foram bem recebidas pela população, em especial pelos proprietários de casas de cômodos e cortiços considerados anti-higiênicos, obrigados a reformá-los ou demoli-los, e pelos inquilinos forçados a receber os empregados da saúde pública, a sair das casas para desinfecções, ou mesmo a abandonar a habitação quando condenada à demolição.
O combate à varíola, por sua vez, dependia da vacinação. Um projeto de lei que tornava a vacina contra a varíola obrigatória em todo o território nacional foi apresentado no dia 29 junho de 1904 pelo senador alagoano Manuel José Duarte. O projeto foi aprovado com 11 votos contrários, em 20 de julho, dando entrada na Câmara em 18 de agosto e sendo aprovado por larga maioria no final de outubro, tornando-se lei em 31 desse mês. O projeto gerou um debate exaltado entre os legisladores e a população. Enquanto os legisladores governistas argumentavam que a vacinação era de inegável e imprescindível interesse para a saúde pública, os opositores consideravam que os métodos de aplicação do decreto de vacinação eram truculentos, e que os soros e, sobretudo, seus aplicadores, eram pouco confiáveis. No Senado, o maior opositor do projeto foi o tenente-coronel Lauro Sodré, enquanto na Câmara salientou-se o major Barbosa Lima, ambos militares positivistas e florianistas. Fora do Congresso, o combate à obrigatoriedade da vacina deu-se principalmente na imprensa, destacando-se o Correio da Manhã e o Commercio do Brazil. Durante a discussão, várias listas de assinaturas contra a obrigatoriedade foram enviadas ao Congresso. Duas delas foram organizadas pelo Centro das Classes Operárias, com as assinaturas de Vicente de Souza, o presidente, Jansen Tavares, o primeiro-secretário, e todos os outros membros da diretoria. Em outra lista aparecem 78 militares, na maioria alferes-alunos da Escola Militar da Praia Vermelha. Ao todo, somaram-se 15 mil assinaturas contra o projeto. Após a aprovação do projeto de lei, foi fundada, em 5 de novembro, a Liga Contra a Vacina Obrigatória, em reunião no Centro das Classes Operárias presidida por Lauro Sodré e Vicente de Souza e com a presença de duas mil pessoas.
Havia grande irritação popular com a atuação do governo na área da saúde pública, especialmente no tocante às vistorias e desinfecções das casas. Nas justificativas dos abaixo-assinados enviados à Câmara por operários mencionou-se mais de uma vez como motivo de queixas a invasão de casas, a exigência de saída dos moradores para desinfecção e o dano causado aos utensílios domésticos. Também havia um certo medo em relação à vacina propriamente dita, já que não havia um trabalho de divulgação científica que chegassem às classes populares, e também a oposição buscou dar à campanha contra a vacinação um tom moralista, explorando a ideia da invasão do lar e de ofensa à honra do chefe de família ausente ao se obrigarem suas filhas e mulher a se desnudarem perante estranhos para a aplicação da vacina.

## A revolta

### Primeiras manifestações
No dia 9 de novembro de 1904, foi publicado no jornal A Notícia (Rio de Janeiro) um plano de regulamentação da aplicação da vacina obrigatória. O projeto oferecia a opção de vacinação por médico particular, mas o atestado teria de ter firma reconhecida. Além disso, haveria multas aos refratários e se exigiria o atestado de vacinação para matrículas em escolas, acesso a empregos públicos, emprego nas fábricas, hospedagem em hotéis e casas de cômodo, viagem, casamento e voto. Houve reação violenta por parte da população, e já no dia seguinte, 10 de novembro, grandes ajuntamentos tomaram a Rua do Ouvidor, a Praça Tiradentes e o Largo de São Francisco de Paula, onde oradores populares discursavam contra a lei e o regulamento da vacina.

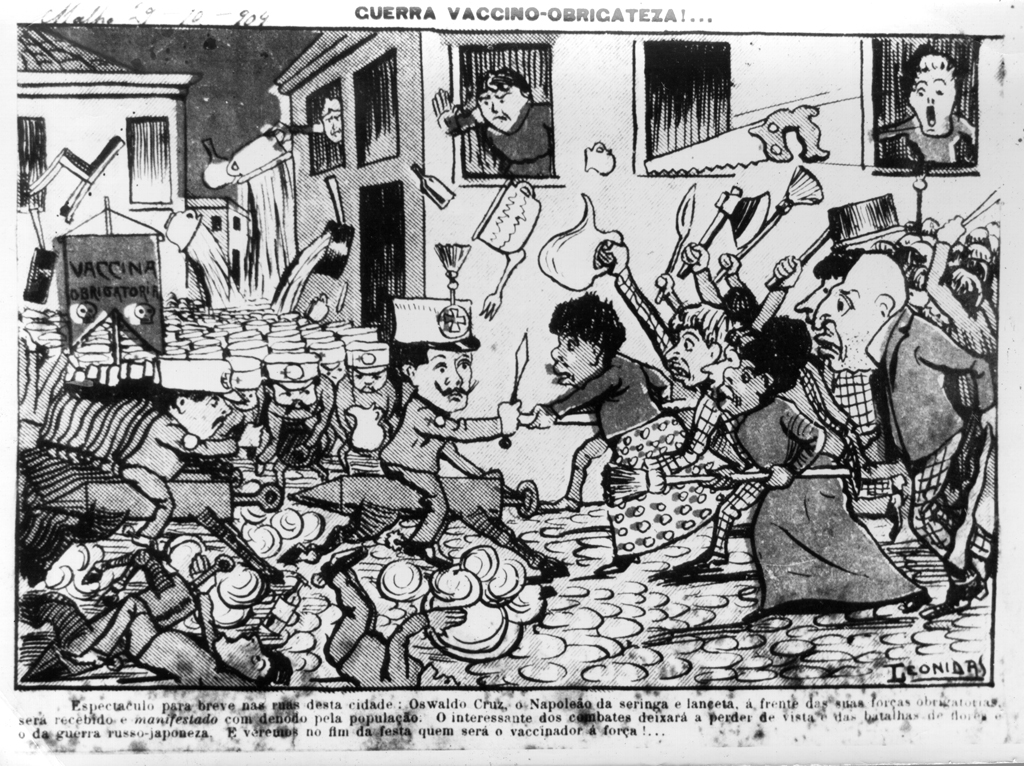
Charge sobre a campanha contra a vacina obrigatória. "Guerra Vaccino-Obricateza". Revista O Malho.

As agitações se iniciaram por volta das seis da tarde, quando um grupo de estudantes começou uma manifestação no largo de São Francisco, onde ficava a Escola Politécnica, fazendo discursos humorísticos e rimados. O grupo desceu a rua do Ouvidor, onde o orador, o estudante Jayme Cohen, pregou a resistência à vacina. Um delegado de polícia o intimou a ir até a delegacia. Houve reação popular contra a prisão. O grupo, ao chegar perto da praça Tiradentes, deu de frente com praças de cavalaria da polícia, prorrompendo em vaias e em gritos de "Morra a polícia! Abaixo a vacina!". Houve, a seguir, conflito com as forças policiais e tentativas de arrebatar o preso. No final, quinze pessoas foram presas, entre elas cinco estudantes e dois funcionários públicos. Às 7:30 da noite a situação se normalizou, permanecendo a polícia em guarda na Praça Tiradentes.
No dia 11, manifestantes se reuniram novamente no largo de São Francisco, convocados pela Liga Contra a Vacina Obrigatória. Como os líderes da Liga não compareceram, oradores populares proferiram discursos improvisados. As autoridades policiais receberam ordem de intervir e, ao aproximar-se da manifestação, foram alvo de vaias e provocações. Quando a polícia tentou realizar as prisões, iniciaram-se os confrontos. Os manifestantes utilizaram-se de escombros das reformas em curso e se armaram de ferros, paus e pedras. Houve correria e perseguição da polícia, estendendo-se a movimentação até a praça Tiradentes e o largo do Rosário. Dezoito pessoas foram presas por uso de armas proibidas.
No dia 12, houve nova reunião para discutir e aprovar as bases da Liga. A reunião estava marcada para as oito da noite, na sede do Centro das Classes Operárias à rua do Espírito Santo, perto da Praça Tiradentes. Desde as cinco da tarde, manifestantes começaram a aglomerar-se no largo de São Francisco. Um grupo de garotos operários começou ludicamente as manifestações. Montados em pedaços de madeira retirados das obras, passaram a representar os acontecimentos da véspera, simulando o espancamento da população pela cavalaria da polícia. Às oito, todos se dirigiram ao Centro. Segundo o Correio da Manhã, estavam presentes na reunião cerca de quatro mil pessoas de todas as classes sociais, desde comerciantes, operários, moços militares e estudantes. Lauro Sodré e Barbosa Lima tentaram garantir para si a liderança do movimento popular, atribuindo um sentido político à revolta. Junto aos líderes do Centro das Classes Operárias, eles conspiravam para derrubar o governo através de um golpe de Estado. No entanto, o movimento foi tomando um caráter cada vez mais dispersivo e espontâneo.
No final da reunião, a multidão saiu em passeata até a rua do Ouvidor, onde deu vivas ao Correio da Manhã, que ali tinha sua sede, e vaiou os jornais governistas. A seguir, um grupo se dirigiu ao Palácio do Catete, passando pela Lapa e Glória. No caminho, vaiou o carro do ministro da Guerra, aplaudiu o 9º Regimento de Cavalaria do Exército, vaiou e deu tiros contra o carro do comandante da Brigada Policial, general Piragibe. O palácio estava fortemente guardado. A multidão deu meia-volta e regressou ao centro. Na Glória, Alfredo Varela falou da janela de sua casa, aconselhando a dispersão dos manifestantes. Na Lapa, manifestantes atiraram novamente contra o carro de Piragibe, que, de revólver na mão, mandou a tropa carregar contra eles. Durante o dia houve boatos de ter sido apedrejada a casa do ministro da Justiça, o que não aconteceu. No entanto, sua casa foi guardada pela polícia, assim como a de Oswaldo Cruz. Logo o Exército entrou de prontidão e foram mandados praças de cavalaria e infantaria para guardar o Catete.

### Generalização dos conflitos e tentativa de golpe
No dia 13, domingo, o conflito generalizou-se e assumiu um caráter mais violento. Um aviso no Correio da Manhã do dia anterior convocara o povo a aguardar na Praça Tiradentes, onde ficava o Ministério da Justiça, os resultados da comissão que iria examinar o projeto de regulamentação da vacina. Ainda durante a reunião, pelas duas horas da tarde, o chefe de polícia Cardoso de Castro teve seu carro apedrejado ao chegar no local. A polícia carregou sobre a multidão e iniciou-se o conflito. Aos poucos, os distúrbios se espalharam pelas ruas adjacentes, pela Sacramento e avenida Passos, pelo Largo de São Francisco, ruas do Teatro, dos Andradas, da Assembleia, Sete de Setembro, Regente, Camões e São Jorge. Bondes foram atacados, derrubados e queimados. Combustores de gás foram quebrados e fios da iluminação elétrica da avenida Central foram cortados. Barricadas foram levantadas na avenida Passos e nas ruas adjacentes. Na rua Senador Dantas, árvores recém-plantadas foram arrancadas. Na  São Jorge, prostitutas saíram à rua e confrontaram-se com a polícia, ficando uma delas ferida no rosto. Houve ataques às delegacias de polícia e ao quartel de cavalaria, na Frei Caneca. Também houve assaltos ao gasômetro e às companhias de bondes. Os conflitos se espalharam, atingindo a praça Onze, Tijuca, Gamboa, Saúde, Prainha, Botafogo, Laranjeiras, Catumbi, Rio Comprido e Engenho Novo. As autoridades perderam o controle da região central e dos bairros periféricos. Na Saúde e na Gamboa, as forças repressivas eram sumariamente expulsas pelos moradores. Nesse momento, os discursos e as palavras de ordem contra a vacina, assim com os ataques aos símbolos de ação do governo na área da saúde pública, iam desaparecendo. A revolta popular passava a se dirigir aos serviços públicos e representantes do governo, em especial contra as forças repressivas. A reação à vacinação obrigatória, interpretada como uma tentativa de invasão do espaço privado pelo poder público, desencadeara um movimento de protesto mais amplo e profundo.
Os conflitos continuaram à noite, com a cidade em parte às escuras em consequência da quebra de lampiões. Houve tiroteios e ladrões se aproveitaram para assaltar os transeuntes. O dono de um armazém da rua do Hospício foi preso, acusado de fornecer querosene para os manifestantes queimarem bondes. No fim da noite, a Companhia Carris Urbanos já contava 22 bondes destruídos. A Companhia do Gás informava que mais de 100 combustores tinham sido danificados e mais de 700 foram inutilizados. Ao final do conflito, vários populares e doze praças da polícia foram feridos e havia pelo menos um morto. O Exército e a Marinha passaram a guarnecer prédios e locais estratégicos. Mesmo quando se apresentavam para dispersar os manifestantes, as tropas do Exército eram recebidas com grandes aplausos pelos manifestantes.

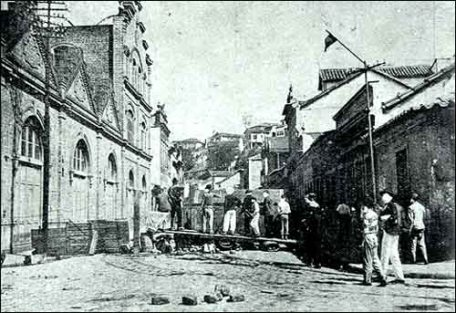
Barricada erguida no bairro da Saúde.

Já na madrugada do dia 14, a agitação recomeçou. Ao longo do dia, tendeu a se concentrar em dois redutos, um no distrito do Sacramento, nas proximidades da praça Tiradentes, ruas São Jorge, Sacramento, Regente, Conceição, Senhor dos Passos e avenida Passos; e o outro na Saúde, estendendo-se para a Gamboa e a Cidade Nova. Durante a madrugada, duzentos homens tentaram assaltar a 3ª Delegacia Urbana na rua da Saúde. Perto dali, a 2ª Delegacia, na rua Estreita de São Joaquim, foi tomada pelos manifestantes e logo depois abandonada com a chegada das tropas do Exército. Na Saúde, houve tiroteios o dia inteiro. À noite, ainda na Saúde, grandes grupos reuniram-se e se puseram a quebrar combustores, destruir linhas telefônicas e levantar barricadas. A força policial teve que ser retirada e substituída por um contingente de 150 praças da Marinha. Na Gamboa, foi atacado o Moinho Inglês, que teve seus portões arrombados, vidros quebrados e maquinário danificado. Na rua do Regente, houve intenso conflito entre manifestantes e cavalaria, resultando em três mortes. Na Prainha, a barca de Petrópolis foi atacada por um grupo de mais de duas mil pessoas, que depredou a estação sem molestar os passageiros. Também houve tentativas de assalto a lojas de armas. À noite, foi atacada a fábrica de velas Luz Steárica, em São Cristóvão. O mesmo aconteceu com os gasômetros do Mangue, Vila Isabel e Botafogo. Na avenida Central, foram viradas carroças das Obras Públicas. Na Visconde de Itaúna, houve um tiroteio entre guardas-civis e soldados do Exército, comandados pelo alferes Varela, do 22º Batalhão de Infantaria. Os soldados prenderam e feriram alguns guardas sob aclamação dos manifestantes. Funcionários da City Improvements, com bandeira vermelha, tentaram parar carroça da assistência policial e um deles acabou ferido. Durante o dia, boletins emitidos pelo chefe de polícia pediam "à população pacífica" que se recolhesse a suas casas para que os "desordeiros" pudessem ser tratados com o "máximo rigor". Diante da generalização do conflito e por entendimentos entre os ministros da Justiça, da Marinha e do Exército, a cidade foi dividida em três zonas de policiamento, cabendo todo o litoral à Marinha, ao Exército a parte ao norte da avenida Passos, incluindo São Cristóvão e Vila Isabel; e à polícia a parte ao sul da avenida Passos. Foi chamado de Niterói o 38º Batalhão de Infantaria do Exército. Saíram trens para buscar o 12º Batalhão de Lorena, em São Paulo, e o 28º Batalhão de São João del-Rei, Minas Gerais.

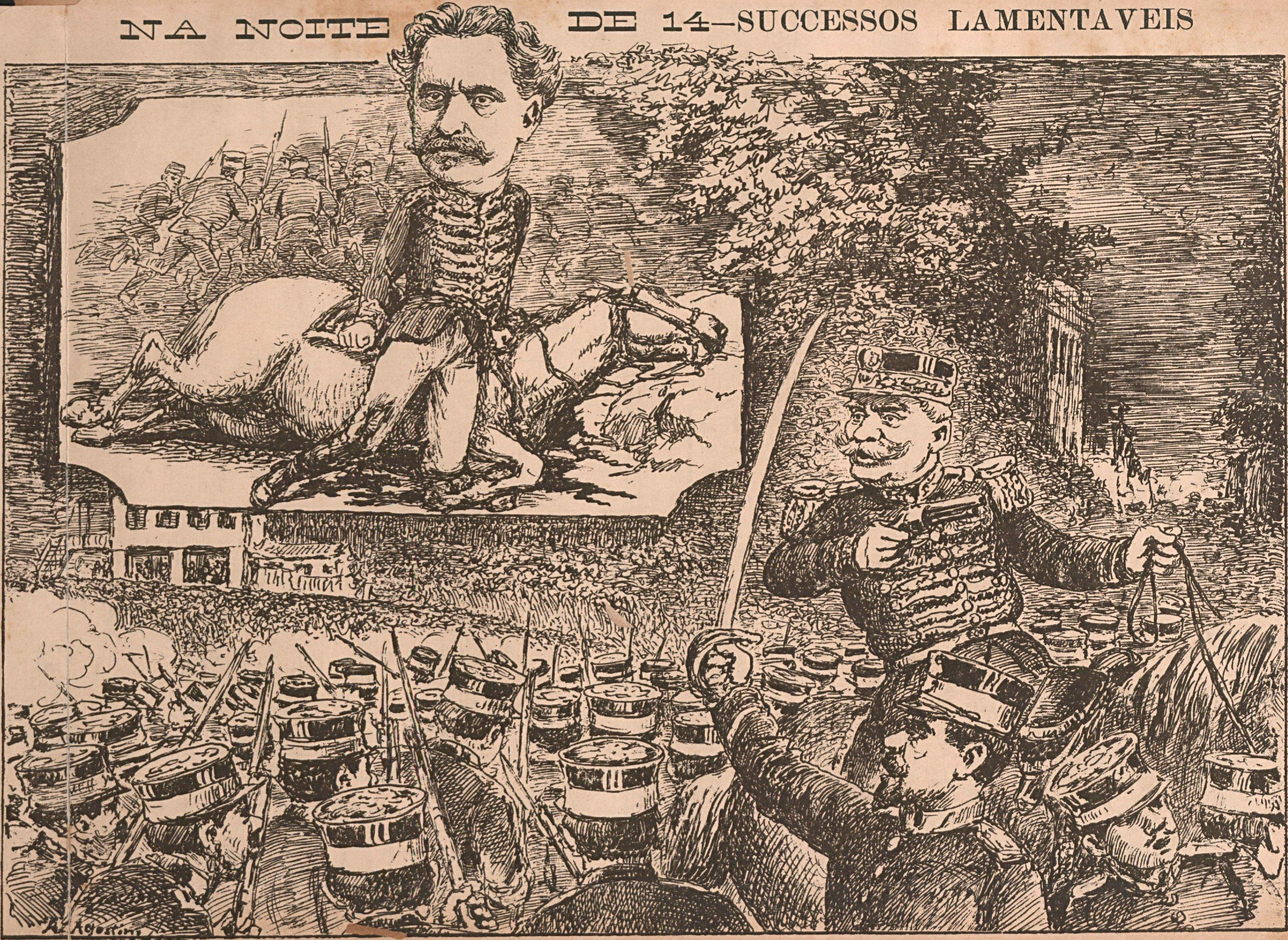
Charge de Angelo Agostini, publicada em O Malho, mostra o general Silvestre Travassos, um dos conspiradores da Escola Militar da Praia Vermelha, ferido mortalmente enquanto os soldados revoltosos fogem, e o general Piragibe, comandante da Brigada Policial, liderando as forças oficiais.

Ao mesmo tempo, Lauro Sodré e outros militares sediciosos conspiravam um golpe de Estado. A princípio, o golpe havia sido planejado para a noite de 17 de outubro de 1904, data do aniversário de Lauro Sodré, a quem seria entregue a presidência. A denúncia da conspiração pela imprensa, no entanto, obrigou os revoltosos a adiarem seus planos. O golpe então foi previsto originalmente para ocorrer durante o desfile militar de 15 de novembro. Caberia ao general Silvestre Travassos, um dos líderes da trama, o comando das tropas em parada. Ele incitaria as tropas à rebeldia, recebendo a adesão dos oficiais já mancomunados, impondo a anuência dos vacilantes e desarmando os refratários. A Revolta da Vacina, no entanto, fez com que o desfile fosse suspenso. Assim, no dia 14 foi realizada uma reunião no Clube Militar, onde compareceram Lauro Sodré, Travassos, o major Gomes de Castro, o deputado Varela, Vicente de Souza e Pinto de Andrade. O ministro da Guerra tomou conhecimento da reunião e mandou que o presidente do clube, general Leite de Castro, a dissolvesse. Ao dirigir-se, após a reunião, para o centro da cidade, Vicente de Souza foi preso na rua do Passeio. À noite, uma parte do grupo que participara do encontro foi para a Escola Preparatória e de Tática do Realengo e tentou sublevá-la. A reação do comandante, general Hermes da Fonseca, frustrou o plano, e foram presos o major Gomes de Castro e Pinto de Andrade. Já o outro grupo, composto por Lauro Sodré, Travassos e Varela, sublevou a Escola Militar da Praia Vermelha sem maiores dificuldades. Avisado, o governo concentrou tropas do Exército, Marinha, Brigada e Bombeiros no entorno do Palácio do Catete e mandou um contingente enfrentar a escola, que se pusera em marcha às dez horas com cerca de trezentos cadetes. As duas tropas se encontraram e trocaram tiros na rua da Passagem, que estava inteiramente às escuras, em razão dos lampiões quebrados. Durante a refrega, parte das tropas do governo passou para o lado dos revoltosos, o general Travassos caiu ferido, Lauro Sodré desapareceu e, por fim, os dois lados fugiram, sem saber o que acontecia ao outro. O general Piragibe dirigiu-se ao Catete para anunciar a debandada de suas tropas, causando temor no Catete. Sugeriu-se ao presidente que se retirasse para um navio de guerra fundado na baía e de lá organizasse a resistência. Rodrigues Alves recusou a proposta. Logo depois, foi noticiado que os alunos também tinham recuado e regressado à escola. Na manhã do dia 15, os cadetes se entregaram sem resistência e foram recolhidos à prisão. O lado revoltoso sofreu mais baixas, com três mortos e vários feridos. Entre as tropas do governo, foram contabilizados trinta e dois feridos.

### Últimos focos da revolta
Os protestos populares continuaram, começando pela madrugada do dia 15 e se prolongando por todo o dia. Os maiores focos de revolta estavam concentrados na Saúde e no Sacramento. No primeiro, do alto de uma trincheira, em frente ao morro da Mortona, tremulava uma bandeira vermelha. Nas imediações do segundo, na rua Frei Caneca, erguia-se uma grande trincheira. Cerca de seiscentos operários das fábricas de tecidos Corcovado e Carioca e da fábrica de meias São Carlos, todas no Jardim Botânico, fizeram barricadas e atacaram a 19ª Delegacia Urbana, aos gritos de morra ao governo e a polícia. Um cabo da guarda foi morto e as três fábricas foram também atacadas e tiveram seus vidros quebrados. Continuaram os ataques às delegacias policiais, ao gasômetro, às lojas de armas e mesmo a uma empresa funerária na Frei Caneca. Houve distúrbios no Méier, Engenho de Dentro, Encantado, Catumbi, São Diogo, Vila Isabel, Andaraí, Matadouro, Aldeia Campista e Laranjeiras. No mesmo dia, chegaram os batalhões do exército de Minas Gerais e São Paulo. Vieram também dois batalhões da força pública de São Paulo. O governo do estado do Rio de Janeiro ofereceu o auxílio de sua força policial. Na Saúde, a polícia ordenou à Marinha que atacasse os rebeldes por mar, enquanto famílias começavam a abandonar o bairro, receosas com um possível bombardeio. Circulavam boatos de que os rebeldes possuíam bocas-de-fogo e dinamites.

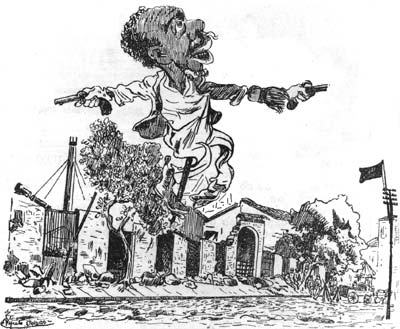
Caricatura de Prata Preta publicada em O Malho.

No dia 16, foi decretado o estado de sítio. As operações repressivas tiveram como foco o bairro da Saúde, que o jornal governista O Paiz chamou de "último reduto do anarquismo".  No centro da cidade, especialmente no reduto do Sacramento, continuaram as escaramuças entre a população e a polícia, embora com menos intensidade do que nos dias anteriores. Os atritos resultaram em vários feridos. Ao cair da noite, grandes barricadas surgiram na Frei Caneca. Também na Cidade Nova persistiam as ações. No Jardim Botânico houve assaltos a bondes e a 19ª Delegacia foi abandonada pela polícia. A fábrica de tecidos Confiança Industrial, em Vila Isabel, foi atacada. Pouco antes do assalto final ao bairro da Saúde, a ser feito por terra pelo 7º Batalhão de Infantaria e por mar pelo couraçado Deodoro, foi preso Horário José da Silva, conhecido como Prata Preta. Capoeirista e estivador, Prata Preta foi um dos principais e mais temidos líderes da revolta, liderando os manifestantes nas barricadas do bairro da Saúde. Antes de sua prisão, ainda matou um soldado do Exército e feriu dois policiais. Ao ser levado para a central de polícia, quase foi linchado pelos soldados, mas foi impedido pelo chefe de polícia. Teve de ser colocado em uma camisa de força e, mesmo assim, continuou a insultar e ameaçar os praças. Pelas três da tarde, uma tropa desembarcou perto do Moinho Inglês e tomou uma primeira trincheira. Aproximou-se, então, o couraçado Deodoro, enquanto a tropa do Exército avançada pelo morro da Mortona. A essa altura, as trincheiras tinham sido totalmente abandonadas. Verificou-se também que as dinamites e bocas-de-fogo não passavam de um engodo. As primeiras eram, na verdade, peças de madeira envoltas em papel prateado, dependuradas por arames em torno das trincheiras, enquanto a boca-de-fogo não passava de um cano de iluminação pública colocado sobre duas rodas de carroça.
Até o dia 20, houve focos isolados de revolta. No dia 18, houve um tiroteio numa pedreira do Catete, que resultou em um civil e dois soldados mortos, além de 80 presos. Os delegados de polícia começaram a varrer os territórios sob sua jurisdição, prendendo os suspeitos e os que consideravam desordeiros, tivessem relação com a revolta ou não. No dia 19, a fábrica Luz Steárica foi atacada e vários lampiões foram quebrados em São Cristóvão, Bonfim e Ponta do Caju. No dia 20, houve grande número de prisões na Gávea. No dia seguinte, o número de presos na Ilha das Cobras já chegava a 543. Nesse dia, o ministro da Justiça recebeu denúncia de que teriam embarcado para o Rio "três perigosos anarquistas" com o intuito de agitar a classe operária e mandou tomar providências para impedir o desembarque. Como ato final, no dia 23, a polícia fez grande batida no morro da Favela, mobilizando 180 soldados. Os casebres do morro foram varejados. Na volta, a tropa revistou casas de cômodos e prendeu várias pessoas. Já havia, então, mais de setecentos presos na ilha.

## Rescaldo
No mesmo dia em que o governo decretou o estado de sítio, a vacinação obrigatória foi suspensa. Dada a repressão sistemática e extinta a causa deflagradora, o movimento foi refluindo. O levante militar, por sua vez, teve repercussão na Bahia, onde uma guarnição sublevou-se, sendo prontamente neutralizada. No Recife, a agitação da imprensa favorável à revolta provocou algumas passeatas inócuas pela cidade. No Rio de Janeiro, a Escola da Praia Vermelha foi fechada e seus alunos exilados para regiões de fronteira e em seguida desligados do Exército. Dentre os civis, apenas quatro foram processados – Alfredo Varela, Vicente de Souza, Pinto de Andrade e Arthur Rodrigues. Ao todo, foram detidas 945 pessoas. Destas, 461 possuíam antecedentes criminais e foram deportadas. As 481 restantes foram soltas. Sete estrangeiros foram deportados. As vítimas da repressão que se seguiu foram, em geral, os indivíduos mais pobres, que poderiam ter tomado parte na revolta, embora sua participação nem sempre fosse comprovada. Os deportados foram amontoados em navios-prisão e enviados para o Acre, enquanto os demais presos foram enviados à ilha das Cobras, onde sofriam maus tratos. Além da feroz repressão desfechada pelo governo, a população do Rio de Janeiro teria de suportar uma epidemia de varíola em 1908, na qual morreram quase 6 400 pessoas.